# Christa Koinig
Christa Koinig (* 18. Dezember 1945 in Steyr) ist eine österreichische Autorin, Kulturmanagerin, Puppenspielerin.

## Ausbildung und Wirken
1970 gründete sie mit Freunden das Linzer Puppentheater (1. Linzer Puppenbühne), das sie auch noch in ihrer Pension betreibt. Sie spielt, schreibt die Geschichten und fertigt die Kulissen und Puppen selber an. 2002 richtete sie mit der Puppengalerie Europuppets eine Sammlung von Theaterpuppen und Marionetten aus aller Welt ein. Von 1989 bis 2009 war sie Leiterin des Kinderkulturzentrums Kuddelmuddel (einschließlich Theater des Kindes, Linzer Puppentheater, Kinderkino, Kinder- und Jugendbücherei).
1998 etablierte sie die Kinderklangwolke und war achtmal für deren Durchführung verantwortlich. Zweimal konnte sie dabei den Liedermacher Konstantin Wecker für dieses Großereignis gewinnen. Mit den dabei entstandenen Stücken Rabenmutter und Kuckuckskind und Die Kinder im Spiegel begleitete sie diesen auf Tourneen.
Sie lieferte Konzepte für Kinderfeste, Kinder- und Jugendbuchtage. Ihre Geschichten für Kinder bildeten die Basis für die Ohrenbärensendungen in Radio Oberösterreich.
Koinig ist verheiratet, Mutter einer Tochter und lebt in Michaelnbach. In der lokalen Politik war sie in der SPÖ aktiv. Im künstlerischen Bereich ist sie Autodidaktin. Nach Abschluss der Handelsakademie Linz arbeitete sie für die heutige Linz AG.

## Werke
Zu ihren Werken zählen Kindermusicals und Kinderlieder. Weiters fertigte sie unzählige Designerpuppen, Theaterpuppen, Skulpturen und Bühnenbilder an. Sie schrieb Kindertheaterstücke für das Linzer Puppentheater, das Theater des Kindes sowie Theater in Österreich, Deutschland und der Schweiz, Drehbücher für Kinder-Fernsehsendungen, Kinderhörspielefür das ORF-Radio Oberösterreich und Beiträge für Kulturzeitschriften.
Musicals im Rahmen der Kinderklangwolke (Regie und Text)
- Wiff Enzenhofer: KlangSchlange, 1998
- Reinhold Huemer: Ein Haus für Attila, 1999
- Reinhold Huemer: Feuer-Wasser-Erde-Luft, (2000)
- Der Regenbogendrache, 2001
- Robert Höfler: Das Schloss der Kobolde, 2003
- Christian Suchy: Ätsch – ein fröhliches Maskenspiel, 2005
- Konstantin Wecker: Rabenmutter und Kuckuckskind, Uraufführung 15. September 2007, Kinderklangwolke Donaupark Linz, CD im Eigenverlag
- Konstantin Wecker: Die Kinder im Spiegel, Uraufführung am 12. September 2009, Kinderklangwolke Donaupark Linz[3]

## Auszeichnungen (Auswahl)
Auszeichnungen des Landes Oberösterreich
- Konsulentin für Kulturpflege des Landes Oberösterreich (1998)
- Kulturmedaille des Landes Oberösterreich (2008)

Auszeichnungen der  Stadt Linz
- Kulturmedaille der Stadt Linz (1987)
- Ehrenpreis für integrative Kinder- und Jugendarbeit (2000)
- Silberner Hexenbesen am Goldenen Band (2010)